# Wiener Kammersystem
Das Wiener Kammersystem ist eine Bauweise für die Abdichtung von Deponien. Es wurde in den 1990er Jahren in Wien entwickelt.

## Funktionsweise
Das Wiener Kammersystem beruht auf einer Seitenabdichtung mit zwei im Abstand von um die 5 Meter parallel verlaufenden dichten Spundwänden, deren Zwischenraum alle etwa 50 m durch Trennwände in einzelne Kammern unterteilt ist. Diese können durch Schotten miteinander verbunden sein. Dann wird in jede Kammer ein Pegel gesetzt, an dem der Wasserstand permanent zumindest einen halben Meter tiefer gegenüber dem äußeren Grundwasser gehalten wird.
Die Methodik eignet sich insbesondere für die Sanierung von Altlasten, bei denen keine oder eine nach heutigem Stand der Technik unzureichende Bodenabdichtung erstellt wurde. Mit nachträglich im Kammersystem eingebauten Dichtwänden kann ein Eintrag von Schadstoffen in den umliegenden Grundwasserkörper verhindert werden.
Vorteil der Bauweise ist, dass die Konstruktion als Schmalwand ausgeführt werden kann, was sehr kostengünstig ist, und auch technisch einfacher als hochdichte Kombinationsabdichtungen. Außerdem erfüllt sie den Wunsch, die Funktionstüchtigkeit der Anlage überwachen zu können. Zum einen kann man permanent den Schadstoffgehalt im Deponiewasser kontrollieren, und zum anderen durch Abschotten die Dichtigkeit der Wände prüfen. Das Pumpwasser wird üblicherweise gesammelt oder wieder in die Deponie rückgespeist (etwa durch Verregnen über einer rekultivierten Fläche), oder kann einer weiteren Nachbehandlung zugeführt werden.